# Раппопорт, Мориц
Мориц Раппопорт (нем. Moritz Rappaport; 19 января 1808 или 9 февраля 1808, Львов — 28 мая 1880, Вена) — австрийский писатель

, переводчик и врач.

## Биография
Мориц Раппопорт родился во Львове, в семье купца. Получил медицинское образование сперва в Венском университете, а затем в Будапештском медицинском университете. В 1833 году Раппопорт получил степень доктора медицинских наук. Вернувшись во Львов, он устроился на должность врача в одну из больниц, начал работать врачом с выездом на дом и принял активное участие в общественной и благотворительной жизни еврейского сообщества во Львове. В родном городе Раппопорт также стал заниматься и литературной деятельностью, заняв пост редактора и публициста во одной из львовских газет. Благодаря помощи своих университетских друзей Антона Ауэршперга, Людвига Франкля и Бетти Паоли Раппопорту удалось в значительной степени повысить уровень публикаций в местных газетах. Помимо публикаций в прессе, он также был автором нескольких книг, поэм и переводов на немецкий язык.